# Alfa Romeo P1/P2/P3

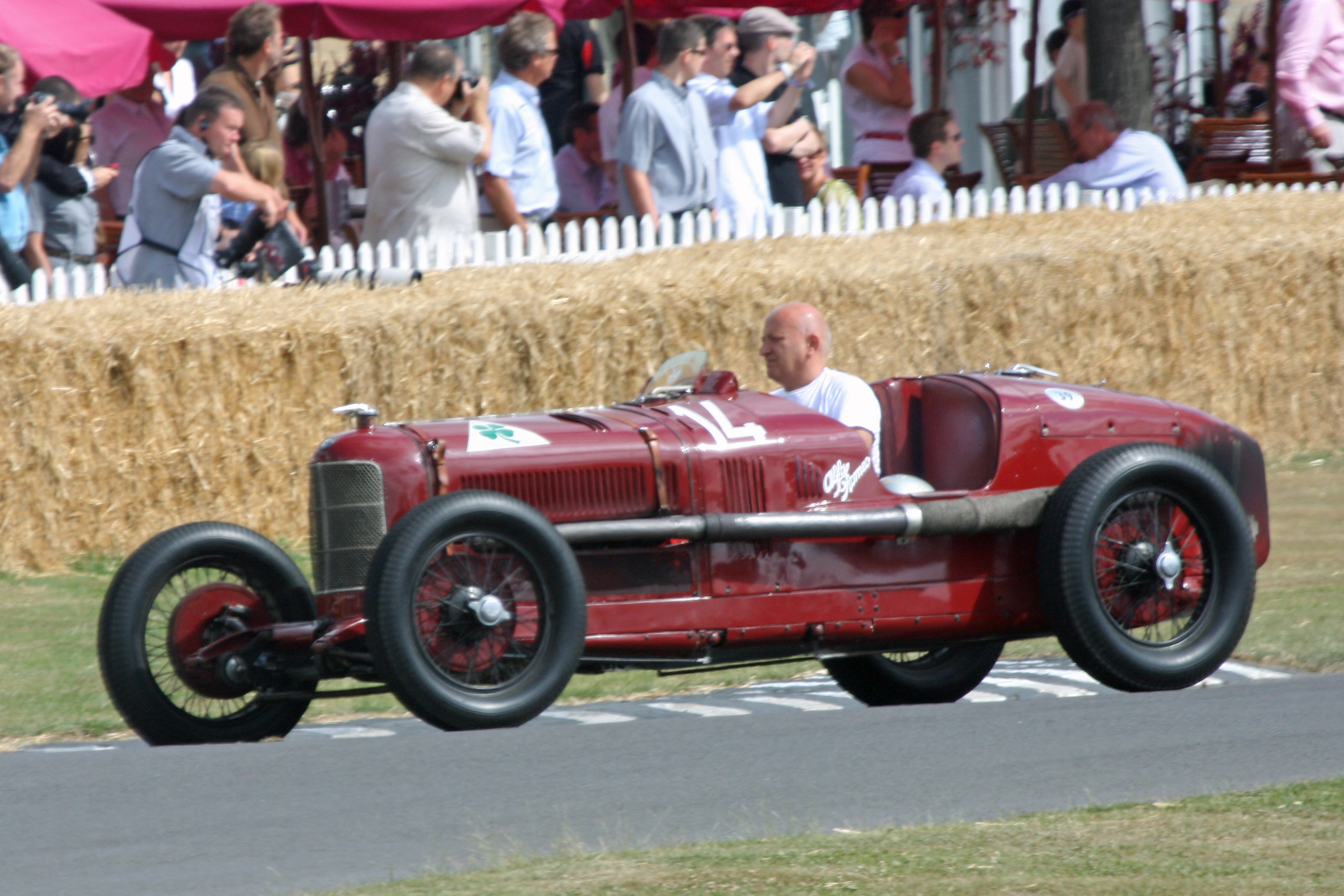
Alfa Romeo P2 von 1924

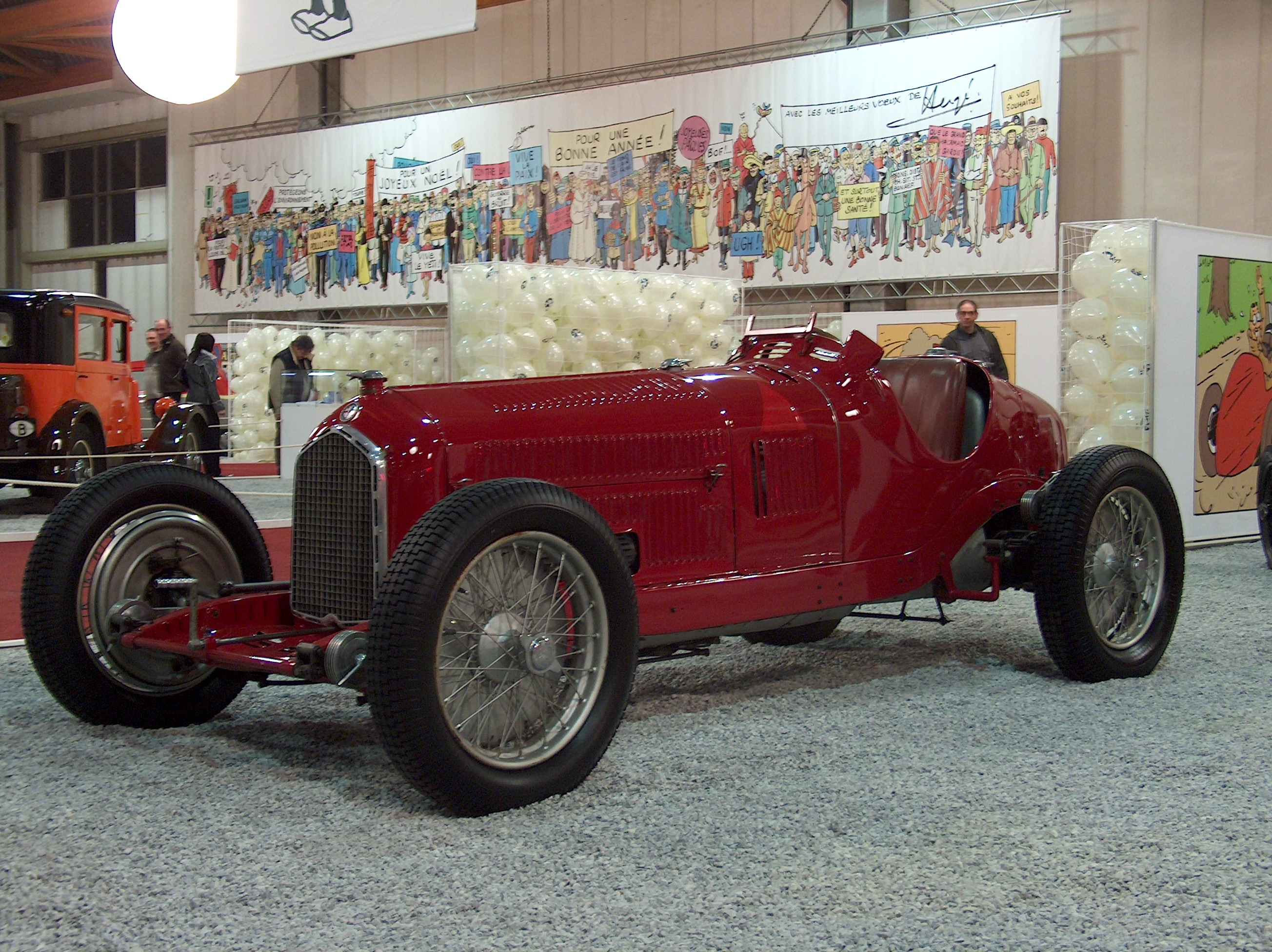
Alfa Romeo P3

Der Alfa Romeo P1 war der erste nur für den Rennsport hergestellte Wagen des Automobilherstellers Alfa Romeo. Der von Alfa Romeo eigentlich G.P.R. genannte Wagen war von Giuseppe Merosi entwickelt worden und verfügte über einen Sechszylindermotor mit 1990 cm³ Hubraum und Doppelzündung. Das erste Rennen, das mit ihm bestritten werden sollte, war der Große Preis von Italien im Autodromo Nazionale Monza am 9. September 1923. Die Rennstrecke war erst im Vorjahr nur etwa 20 km entfernt vom Alfa-Romeo-Werk eröffnet worden. Am Vortag des Rennens verunglückte Ugo Sivocci im Training mit einem der drei P1 auf der nassen Strecke und kam ums Leben. Alfa Romeo sagte daraufhin die Teilnahme am Rennen ab. Es war für Alfa Romeo das vorzeitige Ende der Saison und letztlich auch das Ende des P1.
Der Alfa Romeo P2 erschien 1924 und war von Vittorio Jano entwickelt worden, den der damalige Werksfahrer Enzo Ferrari zwischenzeitlich von Fiat abgeworben hatte. Der Wagen hatte einen kompressorgeladenen Achtzylindermotor mit 1987 cm³ Hubraum, der bis zu 103 kW (140 PS) leistete und eine Höchstgeschwindigkeit von 225 km/h ermöglichte. Mit dem P2 gewann Alfa Romeo im Jahre 1925 den ersten Grand-Prix-Weltmeistertitel. Bis 1930 wurden sechs Stück gebaut, die insgesamt 18 Siege erzielten. 
1932 wurde der Nachfolger Alfa Romeo P3, auch Tipo B genannt, von Jano gebaut. Die P3-Boliden waren mit einer 2,7-Liter-Maschine ausgestattet und leisteten 158 kW (215 PS). Sie dominierten in den folgenden Jahren zahlreiche Grand-Prix-Rennen. Auch in vielen Bergrennen wurden die P3 erfolgreich eingesetzt. Insgesamt wurden 15 Stück hergestellt, die zusammen die stattliche Zahl von 29 Siege erzielten. Zu den siegreichen Fahrern zählten Rudolf Caracciola, Tazio Nuvolari, Louis Chiron und Mario Tadini.